# Eskişehir
|  | Per a altres significats, vegeu «Província d'Eskişehir». |

Eskişehir -Eskişehir, (turc) 'vella ciutat'; Dorylaeum (llatí), catalanitzat Dorilèon; Δορύλαιον, Dorylaion (grec antic); Daruliyya (àrab)- és una ciutat del nord-oest de Turquia capital de la província d'Eskişehir. Segons el cens del 2008 té una població de 599.796 habitants i el districte de 614.247. És a la riba del Porsuk (afluent del Sangari) a 792 metres sobre el nivell de la mar, al mig de la fèrtil vall de la regió de Frígia. A la rodalia hi ha aigües termals. Hi ha la mesquita Kurshunlu Jamia del segle xvi, el Gran Kan i el Bedestan i la Mesquita Ala al-Din, seljúcida datada vers 1268.

## Història
Fou una ciutat frígia fundada vers el començament del primer mil·lenni abans de Crist. A les excavacions s'han trobat diversos objectes frigis i escultures. L'antiga Dorilèon estava situada prop de la moderna ciutat (3 km al nord) a Shar-Üyük, el trasllat es va fer segurament al segle iv. En aquest temps, amb el nom de Dorilèon, fou seu d'un bisbat, i entre els bisbes va destacar Eusebi de Dorilèon. El 708 fou conquerida per al-Abbas ibn al-Walid; el 778 els àrabs dirigits per Hasan ibn Kataba van tornar a la ciutat.
Fou famosa per la victòria dels croats sobre els seljúcides l'1 de juliol de 1097, però el mateix lloc els croats dirigits per Conrat III van patir una greu derrota el 26 d'octubre de 1147. Vers el 1170 fou atacada pels seljúcides i els turcs yüruüks es van establir a la rodalia. El 1175 fou fortificada pels romans d'Orient que van expulsar els yürüks de la regió, però derrotats per Kilidj Arslan II el 1176 va haver de desmantellar la fortalesa; tot seguit, sense defensa, fou ocupada pels seljúcides en una data no determinada exactament. Els turcs la van anomenar Eskişehir, Ciutat Vella.
Vers 1231, Ertogrul es va establir a la zona, a Söğüt. La fortalesa de Karadja Hisar al sud-oest és considerada la primera conquesta de la família que després foren els otomans. Osman I, fill d'Ertuğrul Gazi, la va rebre com a sandjak. Més tard fou capital del sandjak d'Inönü dins l'eyalat d'Anadolu. Al segle xix era un kada del sandjak de Kutahya wilayat de Brusa. Vers 1900 tenia 19.000 habitants. Fou destruïda en la guerra contra Grècia, el 1922, però reconstruïda més tard i esdevingué un centre industrial. Una fàbrica de producció i reparació de ferrocarrils està en aquesta ciutat.

## Galeria

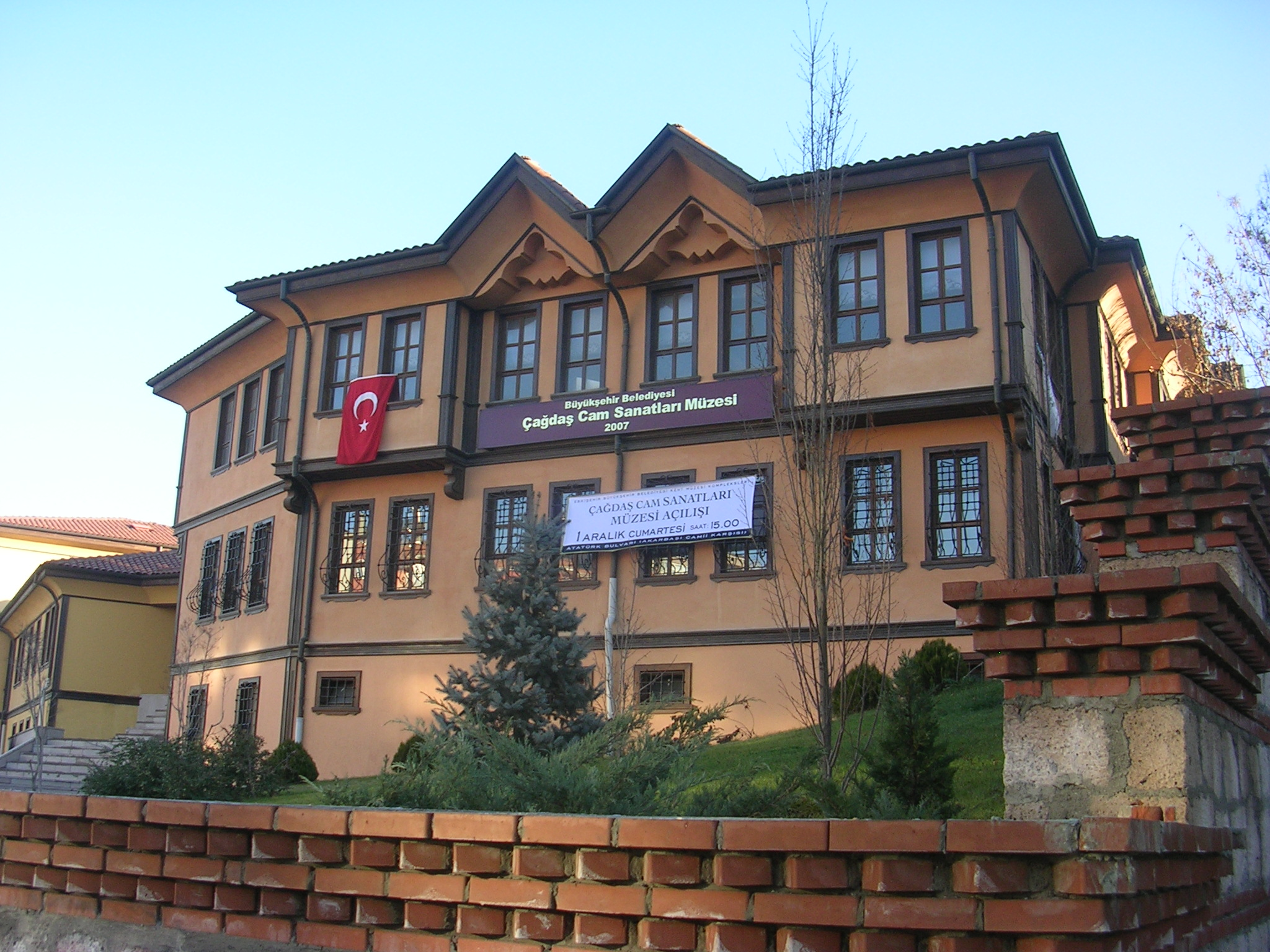
Museu
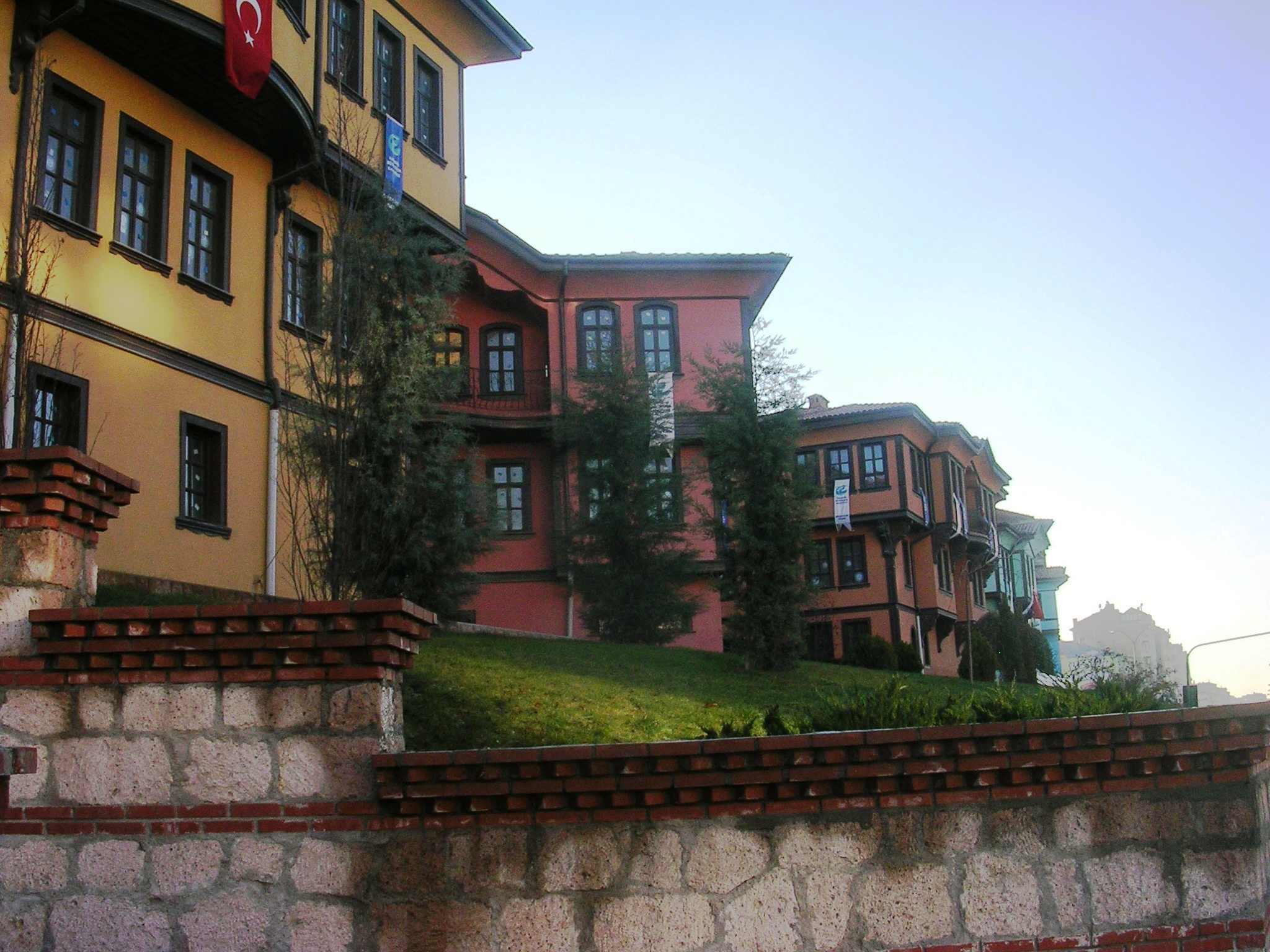
Cases antigues a Odunpazarı
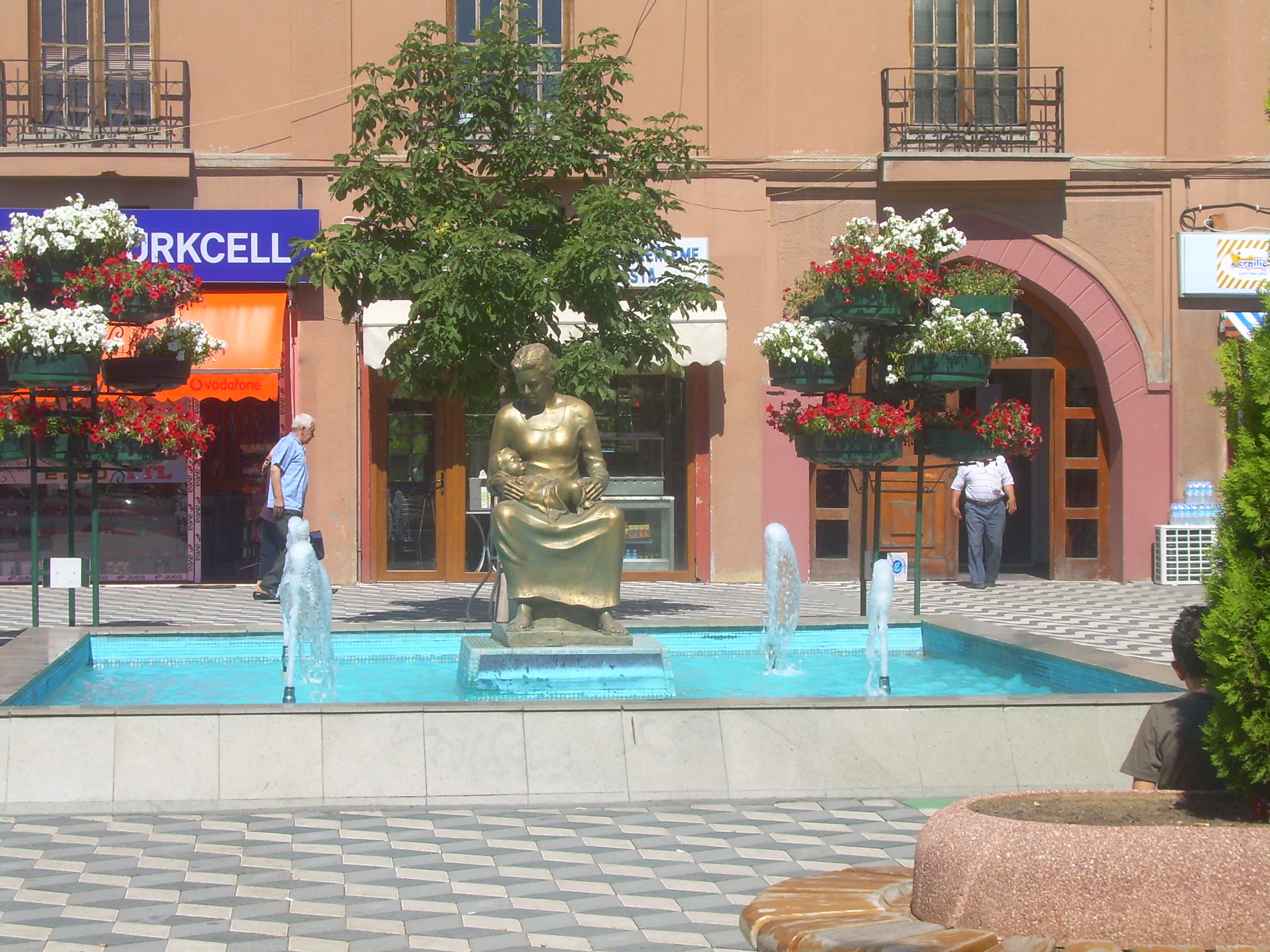
Monument a les mares
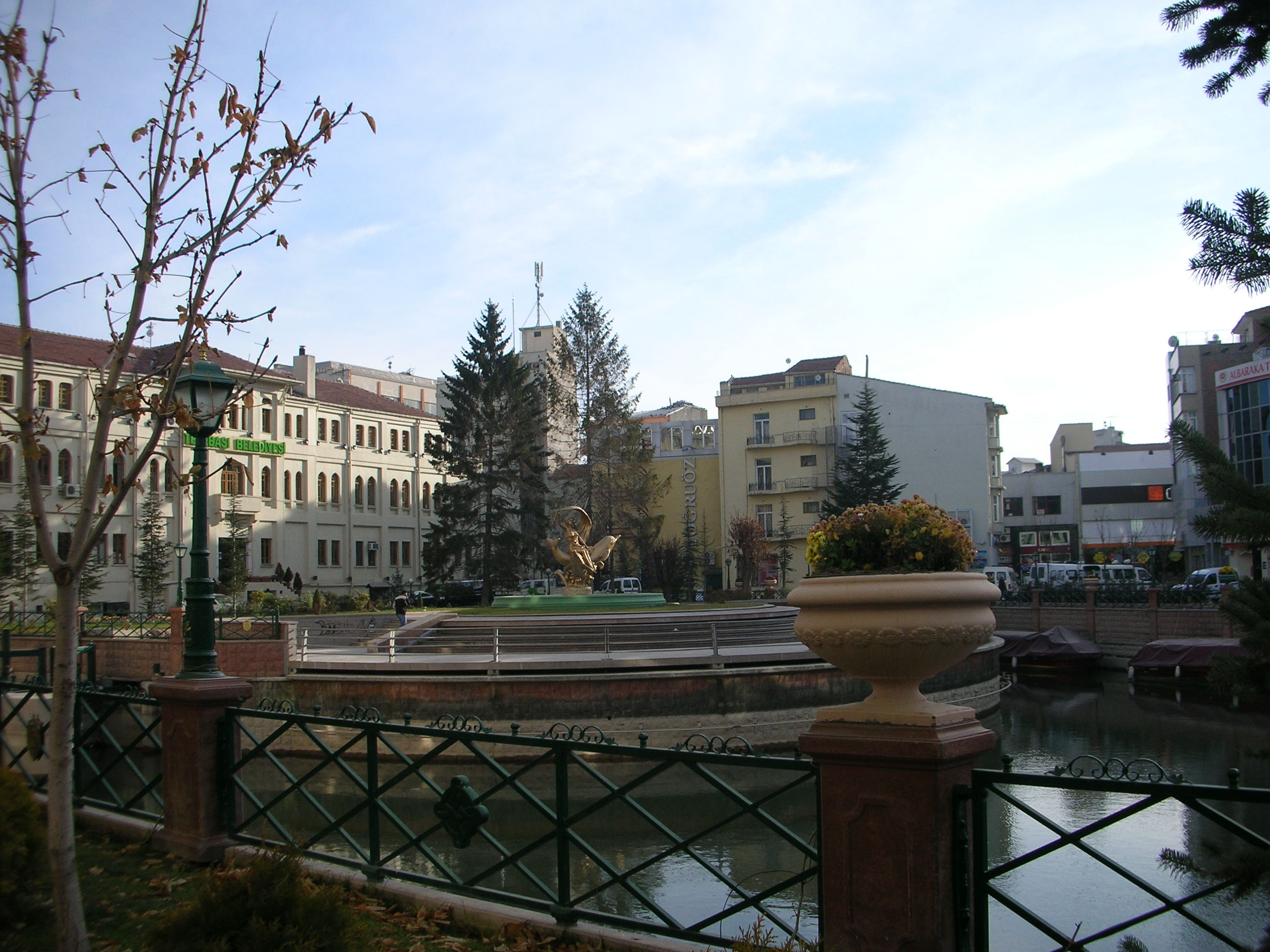
Vista
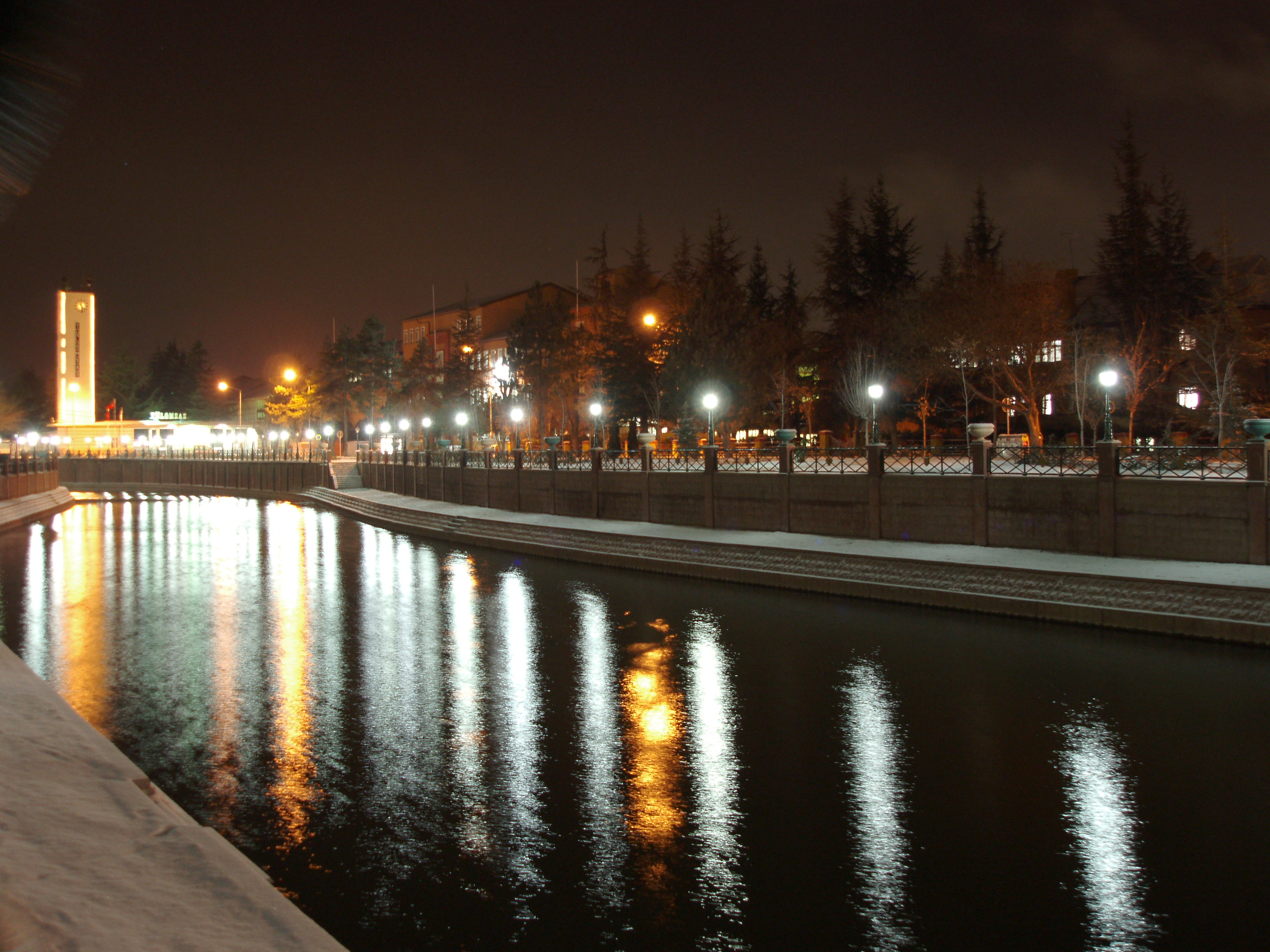
Vista nocturna